# Ebony Ayes
Ebony Ayes (28 de enero de 1962) es una ex-modelo de glamour y actriz pornográfica estadounidense. Alcanzó lo más alto de su carrera a finales de los 80 y principios de los 90 y continuó su trabajo hasta 1996. Junto a Jeannie Pepper y Heather Hunter, Ayes fue una de las tres primeras mujeres afroamericanas que participaron en películas pornográficas mayoritarias.

## Carrera profesional
Ayes participó en películas pornográficas entre 1985 y 1994 y llegó a actuar en más de 110 películas entre 1987 y 1989, su período más prolífico. La mayoría de sus películas se clasifican como interraciales o fetichismo de senos.
Además, Ayes fue modelo en revistas pornográficas como D-Cup, Score, Juggs, Players o Black Tail. A mediados de los años 1990 fue la responsable de una columna sobre sexo en esta última publicación.
Después de abandonar el cine porno en 1994, Ayes trabajó como dominatrix en Atlanta, Georgia. Se retiró totalmente de la industria pornográfica a principio de los años 2000.